# Juanmouski čovjek
Juanmouski čovjek (kineski: 元谋人, pinyinYuánmóu Rén; lat.: Homo erectus yuanmouensis) je podvrsta Homo erectusa, čiji su fosilizirani ostaci para sjekutića otkriveni u blizini sela Danawu u jugozapadnoj kineskoj pokrajini Yuanmou (kineski:元谋县, pinyin: Yuánmóu Xiàn). Kasnijim istraživanjima na istom su nalazištu pronađene životinjske kosti s tragovima ljudskog djelovanja, kameni alat, pepeo i tragovi logorske vatre. Ovi su fosili izloženi u Kineskom nacionalnom muzeju u Pekingu.

## Otkriće
Ostatke juanmouskog čovjeka otkrio su 1. svibnja 1965., kineski geolog Fang Qian, koji je radio za Institut za istrađivanje geološke mehanike. Na temelju palaeomagnetskog datiranja okolnih stijena, starost pronađenih fosila je procijenjena na 1,7 milijuna godina, što ih čini najstarijim fosilima ljudskih predaka u Kini i Istočnoj Aziji.

## Datiranje
Procjenu starosti ovih fosilnih ostataka je neizravno doveo u pitanje Geoffrey Pope koji je objasnio da dokazi na raspolaganju ne podržavaju pojavu hominida u Aziji prije milijun godina od današnjice (ova je sumnja u međuvremenu razriješena s daljim otkrićima posljednjih 25 godina). Ostaju, međutim, proturječna mišljenja glede starosti juanmouskog čovjeka.  You et al. (1978.) procjenjuju da član 4 gornjeg sloja formacije spada u srednji pleistocen i trebao bi biti označen kao Shangnabang Fm., dok sedimenti otkriveni u Shagou sadrže ostatke Enhydriodon cf. falconeri i trebali bi biti označeni kao Shagou Fm. iz doba pliocena.
Liu et al. (1983.) smatraju da juanmouski čovjek pripada srednjem pleistocenu, njegova starost dakle ne prelazi 0,73 milijuna godina, stoga je vjerojatno živio u isto vrijeme s pekinškim čovjekom. Qian i suradnici (1985.) su zatim proveli dalje studije na datiranju ostataka juanmouskog čovjeka, ali opet je dobio procjenu od 1,7 miijun godina, dakle razdoblje ranog pleistocena. Ova su istraživanja animirala diskusiju o starosti otkrivenog materijala. Još su uvijek prisutna proturječna mišljenja u vezi sedimenata, paleoklimatskih uvjeta, glacijacije, i drugih aspekata.
Prema rezultatima Qian et al. (1991.), paleomagnetsko datiranje okolnog materijala na mjestu gdje je pronađen fosilni zub pokazuje starost od 1,7 milijun godina. Starija istraživanja Liua i Dinga (1984.) dokazala su da je faunalna skvencija ovog nalazišta obrnuta, s više izumrlih vrsta u površnim slojevima u odnosu na dublje slojeve. Na temelju tih dokaza oni smatraju da je starost juanmouskog čovjeka oko 0,5 - 0,6 milijuna godina što ga svrstava u srednji pleistocen.

## Vanjske poveznice
- ChinaCulture - Yuanmou Man Site  Arhivirana inačica izvorne stranice od 6. travnja 2006. (Wayback Machine), pristupljeno 21. svibnja 2014.